# Consell Regional del Nord – Pas de Calais
El Consell regional del Nord-Pas-de-Calais és una assemblea elegida que dirigeix la regió del Nord-Pas-de-Calais. Des del 2001 és presidit per Daniel Percheron (PS). Està format per 113 membres (69 pel departament del Nord i 44 pel de Pas-de-Calais) elegits cada sis anys. La seu és al Boulevard du Président Hoover a Lilla.

## Presidents del consell regional
| Data d'elecció                           | Identitat               | Partit    |
| ---------------------------------------- | ----------------------- | --------- |
| 1974-1982                                | Pierre Mauroy           | PS        |
| 1981-1992                                | Noël Josèphe            | PS        |
| 1992-1998                                | Marie-Christine Blandin | Les Verts |
| 1998-2001                                | Michel Delebarre        | PS        |
| 2001-                                    | Daniel Percheron        | PS        |
| les dades anteriors no són pas conegudes |                         |           |
|                                          |                         |           |

## Composició del Consell regional

### Eleccions regionals de 2010
| Cap de llista | Cap de llista       | Llista                 | Primera volta | Primera volta | Segona volta | Segona volta | Escons | Escons |
| Cap de llista | Cap de llista       | Llista                 | #             | %             | #            | %            | #      | %      |
| --- | ------------------- | ---------------------- | ------------- | ------------- | ------------ | ------------ | ------ | ------ |
| | Daniel Percheron*   | PS - PRG - MRC         | 358 204       | 29,16         | 704 181      | 51,90        | 73     | 64,60  |
| | Alain Bocquet       | FG - Alternatifs - DVG | 132 435       | 10,78         | 704 181      | 51,90        | 73     | 64,60  |
| | Jean-François Caron | EÉ - MEI               | 126 982       | 10,34         | 704 181      | 51,90        | 73     | 64,60  |
| | Valérie Létard      | Majoria presidencial   | 233 366       | 19,00         | 351 502      | 25,91        | 22     | 19,47  |
| | Marine Le Pen       | FN                     | 224 871       | 18,31         | 301 190      | 22,20        | 18     | 15,93  |
| | Olivier Henno       | MoDem                  | 48 245        | 3,93          |              |              |        |        |
| | François Dubout     | CNI                    | 37 051        | 3,02          |              |              |        |        |
| | Pascale Montel      | NPA                    | 36 870        | 3,00          |              |              |        |        |
| | Eric Pecqueur       | LO                     | 17 693        | 1,44          |              |              |        |        |
| | Mickaël Poillion    | Divers                 | 12 648        | 1,03          |              |              |        |        |
| |                     |                        |               |               |              |              |        |        |
| Inscrits | Inscrits            | Inscrits               | 2 870 281     | 100,00        | 2 872 257    | 100,00       |        |        |
| Abstencions | Abstencions         | Abstencions            | 1 593 097     | 55,50         | 1 460 589    | 50,85        |        |        |
| Votants | Votants             | Votants                | 1 277 184     | 44,50         | 1 411 668    | 49,15        |        |        |
| Blancs i nuls | Blancs i nuls       | Blancs i nuls          | 48 819        | 3,82          | 54 795       | 3,88         |        |        |
| Vàlids | Vàlids              | Vàlids                 | 1 228 365     | 96,18         | 1 356 873    | 96,12        |        |        |
| Fonts : «Ministère de l'Intérieur». Arxivat de l'original el 2010-03-17. [Consulta: 10 juny 2012]. – «Conseil régional Nord-Pas de Calais». |                     |                        |               |               |              |              |        |        |

* llista del president sortint

El repartiment d'escons fou:
| Partit | Partit                          | Nombre d'escons | %     |
| ------ | ------------------------------- | --------------- | ----- |
|        | Partit Socialista               | 34              | 30,09 |
|        | Europe Ecologie - Les Verts     | 13              | 11,50 |
|        | Partit Comunista Francès        | 11              | 09,73 |
|        | Divers Gauche                   | 4               | 03,54 |
|        | Moviment Republicà i Ciutadà    | 3               | 02,65 |
|        | Parti Radical d'Esquerra        | 3               | 02,65 |
|        | Partit d'Esquerra               | 2               | 01,77 |
|        | Moviment Ecologista Independent | 2               | 01,77 |
|        | Esquerra Unitària               | 1               | 00,88 |
|        | Total Esquerra                  | 73              | 64,60 |
|        | Unió pel Moviment Popular       | 16              | 14,16 |
|        | Nou Centre                      | 5               | 04,42 |
|        | Partit Radical                  | 1               | 00,88 |
|        | Total Dreta                     | 22              | 19,47 |
|        | Front Nacional                  | 18              | 15,93 |
|        | Total Extrema Dreta             | 18              | 15,93 |

### Eleccions regionals de 2004
| Cap de llista | Cap de llista       | Llista        | Primera volta | Primera volta | Segona volta | Segona volta | Escons | Escons |
| Cap de llista | Cap de llista       | Llista        | Voix          | %             | Voix         | %            | Sièges | %      |
| ------------- | ------------------- | ------------- | ------------- | ------------- | ------------ | ------------ | ------ | ------ |
|               | Daniel Percheron*   | PS -PRG - MRC | 484 798       | 29,89         | 883 885      | 51,84        | 73     | 64,60  |
|               | Alain Bocquet       | PCF           | 173 200       | 10,68         | 883 885      | 51,84        | 73     | 64,60  |
|               | Jean-François Caron | Les Verts     | 101 808       | 6,28          | 883 885      | 51,84        | 73     | 64,60  |
|               | Jean-Paul Delevoye  | UMP - CPNT    | 280 102       | 17,27         | 484 817      | 28,43        | 24     | 21,24  |
|               | Valérie Létard      | UDF           | 129 827       | 8,01          | 484 817      | 28,43        | 24     | 21,24  |
|               | Carl Lang           | FN            | 290 908       | 17,94         | 336 434      | 19,73        | 16     | 14,16  |
|               | Nicole Baudrin      | LO - LCR      | 82 868        | 5,11          |              |              |        |        |
|               | Henri Bailleul      | MEI           | 33 230        | 2,05          |              |              |        |        |
|               | Georges Hien        | Divers        | 25 433        | 1,57          |              |              |        |        |
|               | Yann Phelippeau     | MNR           | 19 551        | 1,21          |              |              |        |        |
|               | Jean-Marc Maurice   | DDC           | 11            | 0,00          |              |              |        |        |
|               |                     |               |               |               |              |              |        |        |
| Inscrits      | Inscrits            | Inscrits      | 2 790 865     | 100,00        | 2 791 231    | 100,00       |        |        |
| Abstencions   | Abstencions         | Abstencions   | 1 078 143     | 38,63         | 1 009 427    | 36,16        |        |        |
| Votants       | Votants             | Votants       | 1 712 722     | 61,37         | 1 781 804    | 63,84        |        |        |
| Blancs i nuls | Blancs i nuls       | Blancs i nuls | 90 987        | 5,31          | 76 668       | 4,30         |        |        |
| Vàlids        | Vàlids              | Vàlids        | 1 621 735     | 94,69         | 1 705 136    | 95,70        |        |        |

* llista sortint
| Partit | Partit                            | Nombre d'escons | %     |
| ------ | --------------------------------- | --------------- | ----- |
|        | Partit Socialista                 | 40              | 35,40 |
|        | Partit Communiste Français        | 18              | 15,93 |
|        | Les Verts                         | 9               | 07,96 |
|        | Moviment Republicà i Ciutadà      | 3               | 02,65 |
|        | Partit Radical d'Esquerra         | 2               | 01,77 |
|        | Divers Gauche                     | 1               | 00,88 |
|        | Total Esquerra                    | 73              | 64,60 |
|        | Unió pel Moviment Popular         | 17              | 15,04 |
|        | Unió per a la Democràcia Francesa | 6               | 05,31 |
|        | Divers droite                     | 1               | 00,88 |
|        | Total Dreta                       | 24              | 21,24 |
|        | Front Nacional                    | 16              | 14,16 |
|        | Total Extrema Dreta               | 16              | 14,16 |

### Eleccions regionals de 1998
| Partit | Partit                             | Nombre d'escons | %     |
| ------ | ---------------------------------- | --------------- | ----- |
|        | Parti Socialiste                   | 27              | 23,89 |
|        | Parti Communiste Français          | 12              | 10,62 |
|        | Les Verts                          | 9               | 07,96 |
|        | Moviment dels Ciutadans            | 2               | 01,77 |
|        | Parti Radical d'Esquerra           | 1               | 00,88 |
|        | Total Gauche                       | 51              | 45,13 |
|        | Reagrupament per la República      | 19              | 16,81 |
|        | Unió per a la Democràcia Francesa  | 16              | 14,16 |
|        | Cacera, Pesca, Natura i Tradicions | 2               | 01,77 |
|        | Total Dreta                        | 37              | 32,74 |
|        | Front Nacional                     | 18              | 15,93 |
|        | Total Extrema dreta                | 18              | 15,93 |
|        | Lutte Ouvrière                     | 7               | 06,19 |
|        | Total Extrema Esquerra             | 7               | 06,19 |

### Eleccions regionals de 1992
- 15 del PCF
- 27 del MRG-PS
- 8 dels Verts
- 6 de Generació Ecologia
- 2 de CPNT
- 26 de la UPF
- 14 divers droite
- 15 del FN

### Eleccions regionalsde 1986
- 19 del PCF
- 39 del PS
- 39 del RPR/UDF
- 4 divers droite
- 12 del FN